# Martina Řepková
Martina Řepková (* 14. prosince 1995 Ruda) je česká florbalistka a reprezentantka, bronzová medailistka mistrovství světa 2023, mistryně Česka a dvojnásobná vicemistryně Švýcarska. V nejvyšších florbalových soutěžích Česka a Švýcarska hraje od roku 2011.

## Klubová kariéra

### Česká Extraliga
V roce 2010 začínala v TJ Sokol Nové Strašecí, kam se vrací, aby podpořila místní florbalistky. O rok později přestoupila do klubu Elite Praha, za který v sezóně 2011/2012 poprvé nastoupila do nejvyšší soutěže.
Řepkové nejdelší angažmá, které trvalo 7 let, bylo v klubu Florbal Chodov, kam přestoupila v roce 2013. S Chodovem získala mistrovský titul v sezóně 2014/2015. V superfinálovém zápase vstřelila dva góly včetně vítězného. Vstřelila i vítězný gól v prodloužení rozhodujícího zápasu semifinálové série. Celkově je se čtyřmi účastmi, šesti góly a dvěma asistencemi nejlepší střelkyní a nejproduktivnější hráčkou superfinálových zápasů v historii. V sezónách 2017/2018 a 2019/2020 byla nejproduktivnější hráčkou Extraligy.

### Švýcarsko
Z Chodova odešla v roce 2020 společně se spoluhráčkou Nelou Jirákovou do švýcarské National League A do klubu Piranha Chur, kde patřila k nejproduktivnějším hráčkám. V Churu získala v sezóně 2021/2022 vicemistrovský titul, poté, co v rozhodujícím semifinálovém zápase přispěla hattrickem k postupu do superfinále.
Před sezónou 2023/2024 přestoupila v rámci soutěže do týmu Zug United, kde již hrají její reprezentační spoluhráčky Denisa Ratajová a Ivana Šupáková, a do roku 2024 je trénovala Natálie Martináková. Krátce po přestupu vstřelila za Zug rozhodující gól ve finále švýcarského Superpoháru. V sezóně 2023/2024 jako nejlepší střelkyně play-off pomohla týmu k zisku vicemistrovského titulu.

## Reprezentační kariéra
Řepková reprezentovala na juniorském mistrovství v roce 2014.

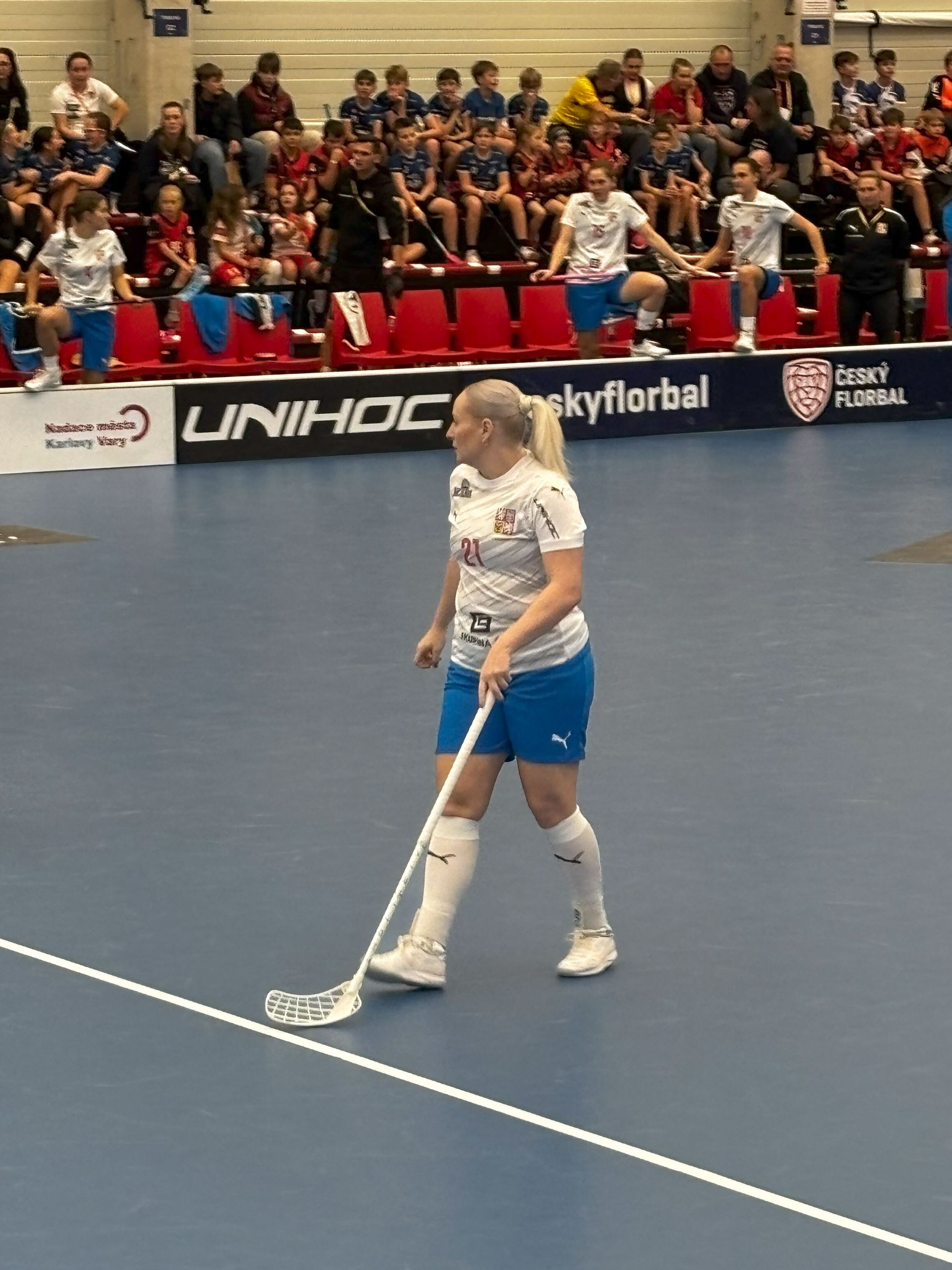
Řepková na turnaji Euro Floorball Tour v Karlových Varech v listopadu 2024.

S ženskou reprezentací hrála na všech mistrovstvích mezi lety 2015 a 2023. S pěti starty patří k českým hráčkám s nejvyšším počtem účastí. Na šampionátu v roce 2021 byla s devíti body nejproduktivnější českou hráčkou. V základní skupině se zviditelnila i pěti góly proti Lotyšsku, čímž vyrovnala reprezentační rekord Michaely Mlejnkové.
Na Euro Floorball Tour (EFT) v Ústí nad Labem v září 2023 přispěla gólem k první české porážce Švédek v historii. Na šampionátu ve stejném roce získaly druhou českou ženskou bronzovou medaili. Řepková na turnaji překročila jako čtvrtá česká reprezentantka v historii hranici 100 bodů. Na EFT v listopadu 2024 nastoupila do zápasu proti Švýcarsku jako kapitánka.
| Umístění         | Soutěž                                           |
| ---------------- | ------------------------------------------------ |
| Bronzová medaile | Mistrovství světa ve florbale žen do 19 let 2014 |
| 4.               | Mistrovství světa ve florbale žen 2015           |
| 4.               | Mistrovství světa ve florbale žen 2017           |
| 4.               | Mistrovství světa ve florbale žen 2019           |
| 4.               | Mistrovství světa ve florbale žen 2021           |
| Bronzová medaile | Mistrovství světa ve florbale žen 2023           |

## Ocenění
V anketě Florbalista sezony se v letech 2018 až 2020 třikrát za sebou umístila na třetím místě. Za sezónu 2018/2019 byla navíc zvolena nejužitečnější hráčkou Extraligy žen a v letech 2019 a 2020 vyhrála fanouškovskou anketu Hvězda sezony.
V roce 2018 byla oceněna mimořádným stipendiem rektora Západočeské univerzity v Plzni za sportovní úspěchy. V roce 2019 získala ocenění sportovec okresu Rakovník.